# 薩米特縣 (科羅拉多州)
薩米特縣（英語：Summit County）是美國科羅拉多州中西部的一個縣。面積1,604平方公里。根據美國2000年人口普查，共有人口25,399。縣治布雷肯里奇。
薩米特縣成立於1861年11月1日，是最早成立的十七個縣之一。

## 地理
根據美国人口调查局的數據，薩米特縣的總面積是1,604km²（619 mi²）。陸地佔有1,575km²（608 mi²），餘下的29km²（11 mi²，相等于1.79%）則為水域。

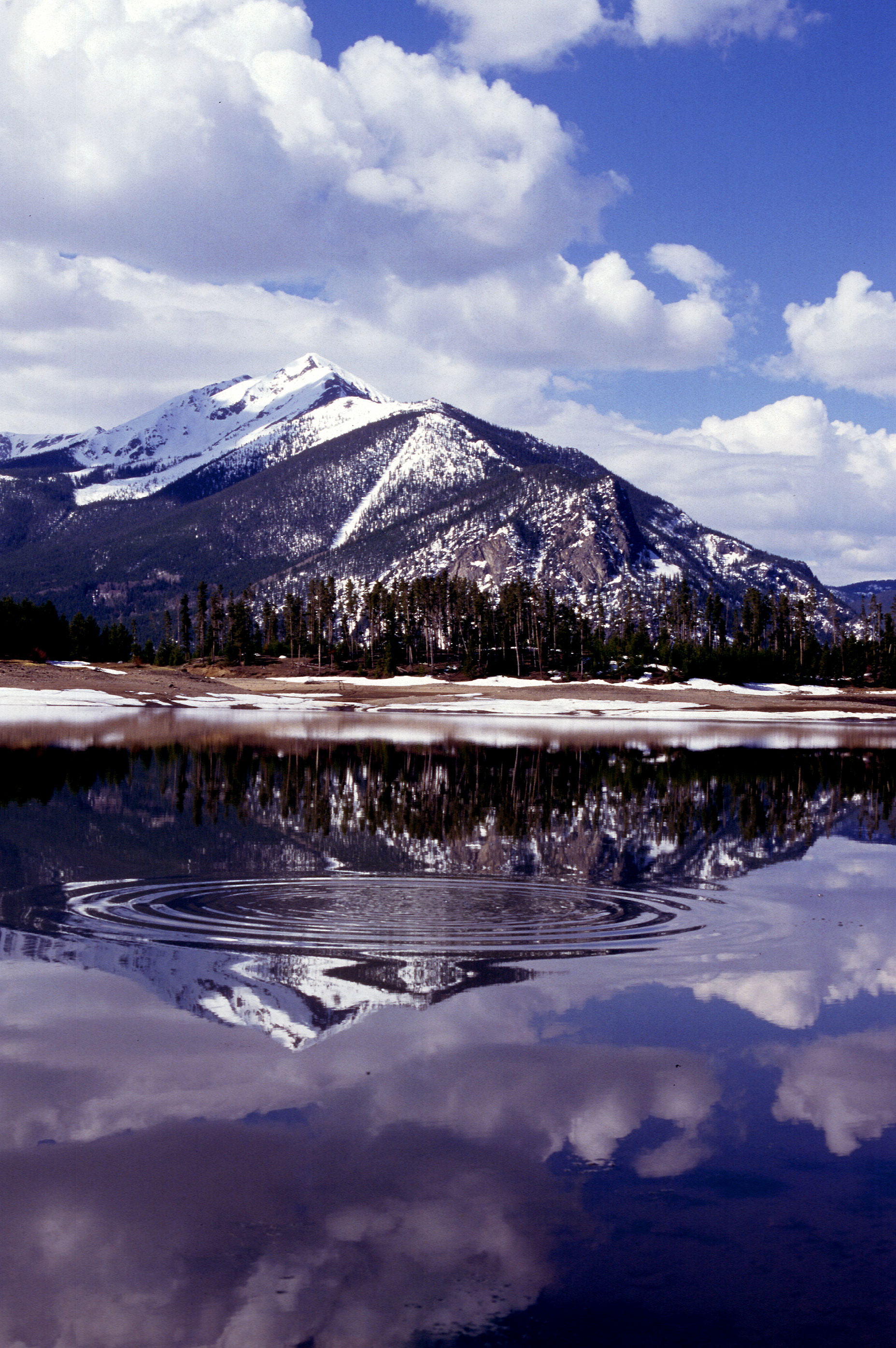
位于薩米特縣的Dillon湖

## 人口
根据美国人口调查局於2000年時所作的统计，薩米特縣有23548名居民，9120戶及4769個家庭。其人口結構如下：91.84%為白人、0.68%為黑人或非洲裔美國人、0.48%為美洲原住民、0.87%為亞洲人、3.96%為其他種族、2.10%為由數個種族相合以成（即混血兒）、9.79%的人口為西班牙裔或拉丁美洲任何種族。
薩米特縣共有9120戶，其中24.00%有未滿18歲的孩子與他們同住、44.00%與配偶生活在一起、4.40%是一位女人居住而沒有與丈夫同居、而47.70%是沒有成家之人。
在薩米特縣人口中有17.40%的年齡是在18歲以下、15.70%是從18嵗至24歲的人、44.30%是從25歲至44歲的人、19.40%是45至64歲和3.30%的人在65歲以上。其人民平均年齡為31岁，每100名女性只有約139名男性。
此縣每戶入息中位數為56587美元，每家則為66914美元。男性的入息中位數為33741美元，而女性則為27017美元。人均收入為28676美元。約3.10%的家庭和9%的人口處於貧窮線以下，當中有4.30%未滿18歲、3.40%達65歲或以上。